# 马长贵
马长贵（1933年—），男，江苏江都人，中国电机工程专家，曾任山东工学院教授，山东省人民政府副省长，第五、六、七、八届全国政协委员。